# CONCACAF Gold Cup 2011
La CONCACAF Gold Cup 2011, nota anche come Stati Uniti d'America 2011, è stata la 21ª edizione (l'11ª con la formula attuale) di questo torneo di calcio continentale per squadre nazionali maggiori maschili organizzato dalla CONCACAF.
Si è svolta negli Stati Uniti d'America dal 5 al 25 giugno 2011, e ha visto il Messico vincere il titolo per la nona volta, battendo gli Stati Uniti per 4–2 nella finale, giocata al Rose Bowl di Pasadena, e acquisendo così il diritto di partecipare alla FIFA Confederations Cup 2013 in Brasile.

## Formula
- Qualificazioni

33 membri CONCACAF: 12 posti disponibili per la fase finale. Stati Uniti (come paese ospitante) si qualifica direttamente alla fase finale. Rimangono 32 squadre per undici posti disponibili per la fase finale. Le squadre e i posti disponibili sono suddivisi in tre zone di qualificazione: Nord America (2 posti), Centro America (5 posti), Caraibi (4 posti).
Zona Nord America - 2 squadre, si qualificano di diritto alla fase finale.
Zona Centro America - 7 squadre, partecipano alla Coppa centroamericana 2011, le prime cinque classificate si qualificano alla fase finale.
Zona Caraibi - 23 squadre, partecipano alla Coppa dei Caraibi 2010, le prime quattro classificate si qualificano alla fase finale.
- Fase finale

Fase a gruppi - 12 squadre, divise in tre gruppi da quattro squadre. Giocano partite di sola andata, le prime due classificate e le due migliori terze accedono ai quarti di finale.
Fase a eliminazione diretta - 8 squadre, giocano partite di sola andata. La vincente si laurea campione CONCACAF e si qualifica alla FIFA Confederations Cup 2013.

## Squadre partecipanti
| Pr. | Squadra     | Data di qualificazione certa | Partecipante in quanto                           | Partecipazioni precedenti al torneo                                                                             | Ultima presenza            |
| --- | ----------- | ---------------------------- | ------------------------------------------------ | --- | -------------------------- |
| 1   | Stati Uniti | -                            | Rappresentativa della nazione ospitante          | 12 (1985, 1989, 1991, 1993, 1996, 1998, 2000, 2002, 2003, 2005, 2007, 2009)                                     | Stati Uniti d'America 2009 |
| 2   | Canada      | -                            | Qualificata di diritto                           | 12 (1977, 1981, 1985, 1991, 1993, 1996, 2000, 2002, 2003, 2005, 2007, 2009)                                     | Stati Uniti d'America 2009 |
| 3   | Messico     | -                            | Qualificata di diritto                           | 18 (1963, 1965, 1967, 1969, 1971, 1973, 1977, 1981, 1991, 1993, 1996, 1998, 2000, 2002, 2003, 2005, 2007, 2009) | Stati Uniti d'America 2009 |
| 4   | Cuba        | 28 novembre 2010             | 3ª classificata della Coppa dei Caraibi 2010     | 7 (1971, 1981, 1998, 2002, 2003, 2005, 2007)                                                                    | Stati Uniti d'America 2007 |
| 5   | Giamaica    | 29 novembre 2010             | 1ª classificata della Coppa dei Caraibi 2010     | 9 (1963, 1969, 1991, 1993, 1998, 2000, 2003, 2005, 2009)                                                        | Stati Uniti d'America 2009 |
| 6   | Grenada     | 30 novembre 2010             | 4ª classificata della Coppa dei Caraibi 2010     | 1 (2009) | Stati Uniti d'America 2009 |
| 7   | Guadalupa   | 1º dicembre 2010             | 2ª classificata della Coppa dei Caraibi 2010     | 2 (2007, 2009)                                                                                                  | Stati Uniti d'America 2009 |
| 8   | Costa Rica  | 16 gennaio 2011              | 2ª classificata della Coppa centroamericana 2011 | 15 (1963, 1965, 1969, 1971, 1985, 1989, 1991, 1993, 1998, 2000, 2002, 2003, 2005, 2007, 2009)                   | Stati Uniti d'America 2009 |
| 9   | Panama      | 16 gennaio 2011              | 3ª classificata della Coppa centroamericana 2011 | 5 (1963, 1993, 2005, 2007, 2009)                                                                                | Stati Uniti d'America 2009 |
| 10  | El Salvador | 16 gennaio 2011              | 4ª classificata della Coppa centroamericana 2011 | 12 (1963, 1965, 1977, 1981, 1985, 1989, 1996, 1998, 2002, 2003, 2007, 2009)                                     | Stati Uniti d'America 2009 |
| 11  | Honduras    | 18 gennaio 2011              | 1ª classificata della Coppa centroamericana 2011 | 15 (1963, 1967, 1971, 1973, 1981, 1985, 1991, 1993, 1996, 1998, 2000, 2003, 2005, 2007, 2009)                   | Stati Uniti d'America 2009 |
| 12  | Guatemala   | 21 gennaio 2011              | 5ª classificata della Coppa centroamericana 2011 | 15 (1963, 1965, 1967, 1969, 1973, 1977, 1985, 1989, 1991, 1996, 1998, 2000, 2002, 2003, 2005, 2007)             | Stati Uniti d'America 2007 |

Nella sezione "partecipazioni precedenti al torneo", le date in grassetto indicano che la nazione ha vinto quella edizione del torneo, mentre le date in corsivo indicano la nazione ospitante.

## Stadi
| Carson                                   | Pasadena | Tampa | Charlotte                |
| ---------------------------------------- | --- | --- | ------------------------ |
| The Home Depot Center                    | Rose Bowl | Raymond James Stadium | Bank of America Stadium  |
| Capienza: 27.000                         | Capienza: 91.136 | Capienza: 68.857 | Capienza: 73.778         |
|                                          | | |                          |
| Washington                               | Carson East Rutherford Chicago Detroit Charlotte Washington Kansas City Pasadena Tampa Houston Harrison Arlington MiamiCONCACAF Gold Cup 2011 (Stati Uniti d'America) | Carson East Rutherford Chicago Detroit Charlotte Washington Kansas City Pasadena Tampa Houston Harrison Arlington MiamiCONCACAF Gold Cup 2011 (Stati Uniti d'America) | Houston                  |
| Robert F. Kennedy Memorial Stadium       | Carson East Rutherford Chicago Detroit Charlotte Washington Kansas City Pasadena Tampa Houston Harrison Arlington MiamiCONCACAF Gold Cup 2011 (Stati Uniti d'America) | Carson East Rutherford Chicago Detroit Charlotte Washington Kansas City Pasadena Tampa Houston Harrison Arlington MiamiCONCACAF Gold Cup 2011 (Stati Uniti d'America) | Reliant Stadium          |
| Capienza: 45.596                         | Carson East Rutherford Chicago Detroit Charlotte Washington Kansas City Pasadena Tampa Houston Harrison Arlington MiamiCONCACAF Gold Cup 2011 (Stati Uniti d'America) | Carson East Rutherford Chicago Detroit Charlotte Washington Kansas City Pasadena Tampa Houston Harrison Arlington MiamiCONCACAF Gold Cup 2011 (Stati Uniti d'America) | Capienza: 71.500         |
|                                          | Carson East Rutherford Chicago Detroit Charlotte Washington Kansas City Pasadena Tampa Houston Harrison Arlington MiamiCONCACAF Gold Cup 2011 (Stati Uniti d'America) | Carson East Rutherford Chicago Detroit Charlotte Washington Kansas City Pasadena Tampa Houston Harrison Arlington MiamiCONCACAF Gold Cup 2011 (Stati Uniti d'America) |                          |
| Miami                                    | East Rutherford | East Rutherford | Kansas City              |
| Florida International University Stadium | New Meadowlands Stadium | New Meadowlands Stadium | Livestrong Sporting Park |
| Capienza: 23.500                         | Capienza: 82.566 | Capienza: 82.566 | Capienza: 18.500         |
|                                          | | |                          |
| Harrison                                 | Detroit | Arlington | Chicago                  |
| Red Bull Arena                           | Ford Field | Cowboys Stadium | Soldier Field            |
| Capienza: 25.189                         | Capienza: 65.000 | Capienza: 80.000 | Capienza: 61.500         |
|                                          | | |                          |

## Sorteggio dei gruppi
| Gruppo A    | Gruppo B  | Gruppo C    |
| ----------- | --------- | ----------- |
| Messico     | Honduras  | Stati Uniti |
| Costa Rica  | Guatemala | Canada      |
| El Salvador | Giamaica  | Panama      |
| Cuba        | Grenada   | Guadalupa   |

## Fase finale

### Fase a gruppi

#### Gruppo A

##### Classifica
| Pos | Squadra     | P.ti | G | V | N | P | GF | GS | DR  |
| --- | ----------- | ---- | - | - | - | - | -- | -- | --- |
| 1   | Messico     | 9    | 3 | 3 | 0 | 0 | 14 | 1  | +13 |
| 2   | Costa Rica  | 4    | 3 | 1 | 1 | 1 | 7  | 5  | +2  |
| 3   | El Salvador | 4    | 3 | 1 | 1 | 1 | 7  | 7  | 0   |
| 4   | Cuba        | 0    | 3 | 0 | 0 | 3 | 1  | 16 | –15 |

##### Risultati
| Arbitro: | Moreno Salazar |

|                                               |           |  |
| Ureña 6’ 46’ Saborío 41’ Mora 47’ Bolaños 71’ | Marcatori |  |

| Arbitro: | Wijngaarde |

|                                                         |           |  |
| Juárez 55’ de Nigris 58’ Hernández 60’ 67’ 90+3’ (rig.) | Marcatori |  |

| Arbitro: | Marrufo |

|              |           |            |
| Brenes 90+5’ | Marcatori | 45’ Zelaya |

| Arbitro: | Campbell |

|  |           |                                                    |
|  | Marcatori | 36’ 76’ Hernández 63’ 68’ dos Santos 65’ de Nigris |

| Arbitro: | Brizan |

|                                                                    |           |             |
| Zelaya 13’ 71’ Romero 29’ Blanco 69’ Álvarez 84’ Quintanilla 90+4’ | Marcatori | 83’ Márquez |

| Arbitro: | Moreno Salazar |

|                                          |           |           |
| Márquez 17’ Guardado 19’ 26’ Barrera 38’ | Marcatori | 69’ Ureña |

#### Gruppo B

##### Classifica
| Pos | Squadra   | P.ti | G | V | N | P | GF | GS | DR  |
| --- | --------- | ---- | - | - | - | - | -- | -- | --- |
| 1   | Giamaica  | 9    | 3 | 3 | 0 | 0 | 7  | 0  | +7  |
| 2   | Honduras  | 4    | 3 | 1 | 1 | 1 | 7  | 2  | +5  |
| 3   | Guatemala | 4    | 3 | 1 | 1 | 1 | 4  | 2  | +2  |
| 4   | Grenada   | 0    | 3 | 0 | 0 | 3 | 1  | 15 | –14 |

##### Risultati
| Arbitro: | Toledo |

|                                                |           |  |
| Shelton 21’ Johnson 39’ Phillips 79’ Daley 84’ | Marcatori |  |

| Carson 6 giugno 2011, ore 20:00 UTC-7 | Honduras | 0 – 0 referto | Guatemala | The Home Depot Center (6.500 spett.)\| Arbitro: \| Chacón \| |
| Arbitro:                              | Chacón   |               |           |                                                              |

| Arbitro: | Quesada |

|                  |           |  |
| Phillips 65’ 78’ | Marcatori |  |

| Arbitro: | Gantar |

|            |           |                                                              |
| Murray 20’ | Marcatori | 26’ 37’ Bengtson 28’ 67’ 71’ Costly 88’ Martínez 90+3’ Mejía |

| Arbitro: | Toledo |

|                                                |           |  |
| del Aguila 16’ Pappa 22’ Ruiz 54’ Gallardo 59’ | Marcatori |  |

| Arbitro: | Aguilar |

|  |           |             |
|  | Marcatori | 36’ Johnson |

#### Gruppo C

##### Classifica
| Pos | Squadra     | P.ti | G | V | N | P | GF | GS | DR |
| --- | ----------- | ---- | - | - | - | - | -- | -- | -- |
| 1   | Panama      | 7    | 3 | 2 | 1 | 0 | 6  | 4  | +2 |
| 2   | Stati Uniti | 6    | 3 | 2 | 0 | 1 | 4  | 2  | +2 |
| 3   | Canada      | 4    | 3 | 1 | 1 | 1 | 2  | 3  | –1 |
| 4   | Guadalupa   | 0    | 3 | 0 | 0 | 3 | 2  | 5  | –3 |

##### Risultati
| Arbitro: | Mejía |

|                                       |           |                |
| Pérez 29’ Tejada 31’ Gómez 57’ (rig.) | Marcatori | 65’ 78’ Jovial |

| Arbitro: | López |

|                          |           |  |
| Altidore 15’ Dempsey 62’ | Marcatori |  |

| Arbitro: | Taylor |

|                       |           |  |
| De Rosario 51’ (rig.) | Marcatori |  |

| Arbitro: | Rodríguez |

|             |           |                                     |
| Goodson 66’ | Marcatori | 19’ (aut.) Goodson 36’ (rig.) Gómez |

| Arbitro: | López |

|                       |           |              |
| De Rosario 62’ (rig.) | Marcatori | 90+1’ Tejada |

| Arbitro: | Mejía |

|  |           |             |
|  | Marcatori | 9’ Altidore |

#### Raffronto tra le terze classificate
| Pos | Gruppo | Squadra     | P.ti | G | V | N | P | GF | GS | DR |
| --- | ------ | ----------- | ---- | - | - | - | - | -- | -- | -- |
| 1   | B      | Guatemala   | 4    | 3 | 1 | 1 | 1 | 4  | 2  | +2 |
| 2   | A      | El Salvador | 4    | 3 | 1 | 1 | 1 | 7  | 7  | 0  |
| 3   | C      | Canada      | 4    | 3 | 1 | 1 | 1 | 2  | 3  | –1 |

### Fase a eliminazione diretta

#### Tabellone
|  | Quarti di finale | Quarti di finale | Quarti di finale |               |             | Semifinali  | Semifinali | Semifinali |  |  | Finale | Finale | Finale |  |
|  |                  |                  |                  |               |             |             |            |            |  |  |        |        |        |  |
|  | Costa Rica       | Costa Rica       | 1 (2)            |               |             |             |            |            |  |  |        |        |        |  |
|  | Costa Rica       | Costa Rica       | 1 (2)            |               |             |             |            |            |  |  |        |        |        |  |
|  | Honduras (dtr)   | Honduras (dtr)   | 1 (4)            |               |             |             |            |            |  |  |        |        |        |  |
|  | Honduras (dtr)   | Honduras (dtr)   | 1 (4)            |               | Honduras    | Honduras    | 0          |            |  |  |        |        |        |  |
|  |                  |                  |                  |               | Honduras    | Honduras    | 0          |            |  |  |        |        |        |  |
|  |                  |                  | Messico (dts)    | Messico (dts) | 2           |             |            |            |  |  |        |        |        |  |
|  | Messico          | Messico          | Messico (dts)    | Messico (dts) | 2           | 2           |            |            |  |  |        |        |        |  |
|  | Messico          | Messico          |                  |               |             |             |            |            |  |  |        |        |        |  |
|  | Guatemala        | Guatemala        | 1                |               |             |             |            |            |  |  |        |        |        |  |
|  | Guatemala        | Guatemala        | 1                |               | Messico     | Messico     | 4          |            |  |  |        |        |        |  |
|  |                  |                  |                  |               |             |             |            |            |  |  |        |        |        |  |
|  |                  |                  | Stati Uniti      | Stati Uniti   | 2           |             |            |            |  |  |        |        |        |  |
|  | Giamaica         | Giamaica         | Stati Uniti      | Stati Uniti   | 2           | 0           |            |            |  |  |        |        |        |  |
|  | Giamaica         | Giamaica         |                  |               |             |             |            |            |  |  |        |        |        |  |
|  | Stati Uniti      | Stati Uniti      | 2                |               |             |             |            |            |  |  |        |        |        |  |
|  | Stati Uniti      | Stati Uniti      | 2                |               | Stati Uniti | Stati Uniti | 1          |            |  |  |        |        |        |  |
|  |                  |                  |                  |               | Stati Uniti | Stati Uniti | 1          |            |  |  |        |        |        |  |
|  |                  |                  | Panama           | Panama        | 0           |             |            |            |  |  |        |        |        |  |
|  | Panama (dtr)     | Panama (dtr)     | Panama           | Panama        | 0           | 1 (5)       |            |            |  |  |        |        |        |  |
|  | Panama (dtr)     | Panama (dtr)     |                  |               |             |             |            |            |  |  |        |        |        |  |
|  | El Salvador      | El Salvador      | 1 (3)            |               |             |             |            |            |  |  |        |        |        |  |

#### Quarti di finale
| Arbitro: | Moreno Salazar |

|                              |                      |                                    |
| Marshall 56’                 | Marcatori            | 49’ Bengtson                       |
| Borges Ruiz Saborío Campbell | Tiri di rigore 2 – 4 | Costly Bernárdez Palacios Bengtson |

| Arbitro: | Campbell |

|                                |           |                |
| de Nigris 48’ J. Hernández 66’ | Marcatori | 5’ Carlos Ruiz |

| Arbitro: | Rodríguez |

|  |           |                               |
|  | Marcatori | 49’ (aut.) Taylor 80’ Dempsey |

| Arbitro: | Quesada |

|                                          |                      |                           |
| Tejada 89’                               | Marcatori            | 78’ Zelaya                |
| Barahona Rentería Godoy Henríquez Tejada | Tiri di rigore 5 – 3 | Alas Romero Zelaya Flores |

#### Semifinali
| Arbitro: | Wijngaarde |

|  |           |             |
|  | Marcatori | 76’ Dempsey |

| Arbitro: | López |

|                             |           |  |
| de Nigris 93’ Hernández 99’ | Marcatori |  |

#### Finale
| Arbitro: | Aguilar |

|                           |           |                                             |
| M. Bradley 8’ Donovan 23’ | Marcatori | 29’ 50’ Barrera 36’ Guardado 76’ dos Santos |

## Statistiche

### Classifica marcatori
| Gol | Rigori |  | Giocatore               | Squadra  |
| --- | ------ |  | ----------------------- | -------- |
| 7   | 1      |  | Javier Hernández        | MEX      |
| 4   | 1      |  | Rodolfo Zelaya          | SLV      |
| 4   |        |  | Aldo de Nigris          | MEX      |
| 3   |        |  | Marco Ureña             | CRI      |
| 3   |        |  | Demar Phillips          | Giamaica |
| 3   |        |  | Carlo Costly            | HND      |
| 3   |        |  | Jerry Bengtson          | HND      |
| 3   |        |  | Pablo Barrera           | MEX      |
| 3   |        |  | Giovani dos Santos      | MEX      |
| 3   |        |  | Andrés Guardado         | MEX      |
| 3   |        |  | Luis Tejada             | Panamá   |
| 3   |        |  | Clint Dempsey           | USA      |
| 2   | 2      |  | Dwayne De Rosario       | Canada   |
| 2   |        |  | Carlos Ruiz             | GTM      |
| 2   |        |  | Brice Jovial            | GLP      |
| 2   |        |  | Ryan Johnson            | Giamaica |
| 2   | 2      |  | Gabriel Enrique Gómez   | Panamá   |
| 2   |        |  | Jozy Altidore           | USA      |
| 1   |        |  | Cristian Bolaños        | CRI      |
| 1   |        |  | Randall Brenes          | CRI      |
| 1   |        |  | Dennis Marshall         | CRI      |
| 1   |        |  | Heiner Mora             | CRI      |
| 1   |        |  | Álvaro Saborío          | CRI      |
| 1   |        |  | Yénier Márquez          | Cuba     |
| 1   |        |  | Arturo Álvarez          | SLV      |
| 1   |        |  | Léster Blanco           | SLV      |
| 1   |        |  | Eliseo Quintanilla      | SLV      |
| 1   |        |  | Osael Romero            | SLV      |
| 1   |        |  | Omar Daley              | Giamaica |
| 1   |        |  | Luton Shelton           | Giamaica |
| 1   |        |  | Clive Murray            | Grenada  |
| 1   |        |  | José del Aguila         | GTM      |
| 1   |        |  | Marco Pappa             | GTM      |
| 1   |        |  | Carlos Eduardo Gallardo | GTM      |
| 1   |        |  | Wálter Martínez         | HND      |
| 1   |        |  | Alfredo Mejía           | HND      |
| 1   |        |  | Efraín Juárez           | MEX      |
| 1   |        |  | Rafael Márquez          | MEX      |
| 1   |        |  | Blas Pérez              | Panamá   |
| 1   |        |  | Michael Sheehan Bradley | USA      |
| 1   |        |  | Landon Donovan          | USA      |
| 1   |        |  | Clarence Goodson        | USA      |

### Premi
- Golden Ball Award:  Javier Hernández[1]
- Golden Boot Award:  Javier Hernández[2]
- Golden Glove Award:  Noel Valladares[3]
- Fair Play Award:  Messico[4]